# 탈라만칸작은귀땃쥐
탈라만칸작은귀땃쥐(Cryptotis gracilis)는 땃쥐과에 속하는 포유류의 일종이다. 코스타리카와 파나마에서 발견된다.